# Józef Kochanowicz
Józef Aleksander Kochanowicz (ur. 26 lutego 1875 we Włocławku, zm. 5 lipca 1957 w Gliwicach) – polski chemik, założyciel i wieloletni dyrektor Fabryki Farb i Lakierów „Nobiles” we Włocławku.

## Życiorys

### Rodzina, młodość i wykształcenie
Urodził się we Włocławku, w wielodzietnej rodzinie mieszczańskiej Michała Kochanowicza (1837–1914) i Emilii z Lesińskich (1842–1905). Jego ojciec był właścicielem nieruchomości we Włocławku, sklepu kolonialnego i statków żeglugi wiślanej, a wcześniej lakiernikiem. Wśród jego rodzeństwa byli: doktor medycyny Stanisław Zachariasz Kochanowicz (1867–1917); Maria Adamina Kochanowicz (1869–1918), inż. Kwiryn Leon Wojciech Kochanowicz (1872–1953); Franciszka Kochanowicz (1877–1884); aktor i reżyser teatralny, a także uczestnik rewolucji 1905 roku Jan Kochanowicz (1879–1963) oraz Cecylia Barbara Frąckiewicz (1881–1942). Jednym z jego bratanków był Tadeusz Kochanowicz (1910–1995), urzędnik okresu II Rzeczypospolitej i Polskiej Rzeczypospolitej Ludowej (podsekretarz stanu), w czasie wojny łącznik Rządu RP na uchodźstwie, autor wspomnień.
Ukończył sześcioklasową Szkołę Realną we Włocławku. W latach 1893–1894 odbył służbę wojskową w armii rosyjskiej jako tzw. jednoroczny ochotnik w 41 Jamburgskim Pułku Dragonów, awansując do stopnia unteroficera (podoficer w armii rosyjskiej). Następnie ukończył studia inżynieryjno-chemiczne na Ryskim Uniwersytecie Technicznym (według innych źródeł w Charlottenburgu).

### Założyciel i dyrektor fabryki w okresie zaborów
Po otrzymaniu spadku w wysokości ok. 5 tysięcy rubli postanowił otworzyć we Włocławku własną fabrykę. Ponieważ suma ta była w tym celu niewystarczająca, zawiązał spółkę ze swoim ojcem Michałem Kochanowiczem i Mieczysławem Sachnowskim. Wspólnie uzbierali oni 15 tysięcy rubli kapitału zakładowego. W 1897 r. uruchomili przedsiębiorstwo pod nazwą Fabryka Lakierów i Farb, Towarzystwo „Nobiles” Kochanowicz, Sachnowski & Co., Spółka Komandytowa we Włocławku, z siedzibą przy ul. Łęgska 23-25. Dyrektorem fabryki został Józef Kochanowicz. Początkowo fabryka produkowała bezbarwne lakiery olejowo-żywiczne do malowania powozów. Następnie asortyment poszerzono o czarne wyroby asfaltowe (tzw. lakiery japońskie) oraz farby olejne do malowania podłóg i stolarki budowlanej.
Kochanowicz uważał się bardziej za chemika niż przedsiębiorcę. Farby i lakiery w jego fabryce były wytwarzane w niewielkich ilościach, ale w najwyższej jakości, dzięki czemu zdobyły uznanie na rynku zachodnioeuropejskim. Zasada produkowania farb najwyższej jakości jest wpisana do dziś w misję marki Nobiles.
Do wybuchu I wojny światowej Kochanowicz stopniowo zwiększał obroty produkcji. W odpowiedzi na rosnące zapotrzebowanie, rozbudowywał fabrykę, która w 1914 r. osiągnęła wartość 75 tysięcy rubli.
W tym czasie Józef Kochanowicz zaangażował się w działalność społeczną. W 1906 r. był, wspólnie z żoną Adelą jednym z założycieli Towarzystwa Biblioteki i Czytelni im. Adama Mickiewicza we Włocławku.
Niemieccy okupanci w trakcie I wojny światowej zrabowali fabrykę Kochanowicza, zabierając z niej zarówno część maszyn jak i surowców o wartości 2 tysięcy funtów szterlingów. Doprowadziło to do zaprzestania produkcji na cały okres wojny.

### W II Rzeczypospolitej
W 1919 r. dzięki staraniom Józefa Kochanowicza fabryka „Nobiles” została ponownie uruchomiona, mimo braku całego potrzebnego w tym celu kapitału.
W 1922 r. Sąd Okręgowy we Włocławku zarejestrował przedsiębiorstwo pod nazwą „Nobiles” - Kochanowicz, Sachnowski i S-ka. W 1923 r. spółkę komandytową przekształconą w spółkę akcyjną pod nazwą Fabryka Lakierów i Farb, Towarzystwo „Nobiles” Kochanowicz i Sachnowski i Co. Spółka Akcyjna. Józef Kochanowicz ponownie został dyrektorem fabryki, a także prezesem zarządu przedsiębiorstwa, do którego należeli też jego brat Kwiryn Kochanowicz, Mieczysław i Adam Sachnowscy oraz Henryk Ossowski. Kapitał zakładowy spółki wynosił 434 232,89 zł.
W latach 1919–1923 fabryka została rozbudowana o magazyny i kotłownię. Jej teren podwojono nabywając nowe place. Kupiono nową aparaturą. Wzniesiono także domy dla robotników. W latach 20. fabryka uległa poważnemu pożarowi.
W 1931 r. spółka zmieniła nazwę na Fabryka Lakierów i Farb, Towarzystwo „Nobiles” Kochanowicz, Sachnowski i Co. Spółka Akcyjna. W tym czasie, spółka rozszerzyła asortyment oferowanych produktów m.in. o emalie do malowania samochodów i autobusów, w tym także dla produkowanych w Polsce aut marki Chevrolet i Fiat. Wyroby fabryki stosowano także w przemyśle lotniczym, kolejowym czy okrętowym. Jako pierwsza w Polsce zaczęła produkować emalie i lakiery nitrocelulozowe. Zatrudnienie na jednej zmianie wzrosło z niespełna 50 osób w 1923 roku do 100 osób w 1938 roku. Otworzono salon pokazowy firmy przy ul. Chmielnej w Warszawie.
30 grudnia 1933 r. Kochanowicz zrezygnował z funkcji dyrektora fabryki „Nobiles” we Włocławku. Pozostawał natomiast prezesem zarządu spółki. W 1939 r. została ona zarejestrowana ponownie pod nazwą Fabryka Lakierów i Farb, Towarzystwo „Nobiles” Kochanowicz, Sachnowski i Co, Spółka Akcyjna.

#### Działalność polityczna w II RP
Józef Kochanowicz był radnym I i II kadencji Rady Miejskiej miasta Włocławka, wybranym z listy nr 1 Narodowego Komitetu Wyborczego Stronnictw Demokratycznych.
W okresie dwudziestolecia międzywojennego pełnił funkcję prezesa Związków Fabryk Farb i Lakierów w Polsce.

### Podczas II wojny światowej i w Polskiej Rzeczypospolitej Ludowej
W trakcie II wojny światowej fabryka została zajęta przez Niemców, którzy przestawili produkcję na potrzeby wojskowe. Pod koniec okupacji wywieźli oni większość jej inwentarza. Polska załoga powróciła do „Nobilesu” 20 stycznia 1945 roku, tj. w dniu wyzwolenia Włocławka. W marcu ponownie uruchomiono produkcję.
Po wojnie fabryka Kochanowicza została upaństwowiona, przez co przestał być on prezesem zarządu spółki. Z tego powodu wyprowadził się z Włocławka. W 1946 r. został zatrudniony jako główny inspektor technologiczny w Zjednoczeniu Przemysłu Farb i Lakierów w Gliwicach. Pracował na tym stanowisku do swojej śmierci.
W 1954 r. Minister Przemysłu Chemicznego nadał mu nagrodę za opracowanie receptury na szpachlówkę i emalie olejne oraz metodę zastąpienia gilzonitu (importowanego z zagranicy) pakami ponaftowymi (produkowanym w Polsce).
Zmarł 5 lipca 1957 r. Jego córka Julia Stefanowicz przywiozła jego prochy z Gliwic i pochowała na Cmentarzu Komunalnym we Włocławku (kwatera 30/1/11).

## Ordery i odznaczenia
- Złoty Krzyż Zasługi (dwukrotnie: 11 listopada 1937[23][24], 10 lipca 1954[25])
- Medal 10-lecia Polski Ludowej (13 stycznia 1955)[26]

## Życie prywatne
Jego żoną była Adela Maria Kornaczewicz (1878–1961), z którą miał jedną córkę Julię Emilię, zamężną Stefanowicz (1901–1995). Jednym z jego wnuków był dziennikarz, politolog, poseł na sejm PRL i ambasador Janusz Juliusz Stefanowicz (1932–1998).